# CFP franak
Pacifički franak je službena valuta u prekomorskim teritorijima Francuske u Tihom oceanu; ti teritoriji su: Nova Kaledonija, Francuska Polinezija i Wallis i Futuna.
Kratica CFP je prije značila Colonies françaises du Pacifique (Francuske kolonije u Tihom oceanu), a danas znači Change Franc Pacifique.
Stvoren je u prosincu 1945. godine, u isto vrijeme kada je stvoren i CFA franak.
Iso kod valute je ISO 4217, a kratica: XPF.
Valutu izdaje Prekomorski institut za emisiju (Institut d'émission d'outre-mer ili IEOM), a dijeli se na 100 centima.

## Povijest
Pojavu CFP franka u prosincu 1945. godine je rezultirao jako oslabljen francuski franak poslije Drugog svjetskog rata. Da bi barem zaštila svoje prekomorske teritorije od financijskih problema, Francuska je uvela CFP i CFA franak. U rujnu 1949. godine CFP franak je spojen fiksnim tečajem za francuski franak.

## Tečaj
| Yahoo! Finance: | AUD CAD CHF EUR GBP HKD JPY USD |
| XE.com:         | AUD CAD CHF EUR GBP HKD JPY USD |

## Poveznice
- CFA franak

## Vanjske poveznice
- Kovanice i novčanice CFP franka[neaktivna poveznica]
- Službena stranica IEOM-a